# Roskomsvoboda
Roskomsvoboda是俄罗斯海盗党的部分成员于2012年建立非营利组织，该组织起始的目标仅是“创建一个帮助互联网用户追踪哪些网站被屏蔽的便捷服务”。自2013年俄国政府通过一系列限制互联网的法律以来，其一直定期开展公共活动，并在网上创建与互联网自由和人权有关的主题项目，并对在俄罗斯被封锁的网站进行监测和统计。其名称是对Roskomnadzor（俄罗斯的一个互联网监管机构）的模仿，“svoboda”（свобода）在俄语中的意思是“自由”。
2022年12月被司法部列为外国代理人。

## 历史
该组织于2012年11月1日开始活动，这也是禁止网站统一登记表创立的时间。

## 活动
2019年5月，莫斯科市长謝爾蓋·索比亚宁宣布将建立全世界最大的人脸识别视频监控系统之一，由超过20万支摄像头组成。
2019年10月，Roskomsvoboda发起“禁止摄像头（Ban Cam）”运动，要求确保透明度和安全性，才能使用人脸识别。活动人士阿廖娜·波波娃也发起同样诉求的连署抗议，迄今已有超过1,400人参加。
Roskomnadzor于2021年12月起封锁Tor节点，俄罗斯 Saratov 地区法院根据信息法15.1条款做出了屏蔽 Tor 项目网站的判决，其公开节点和非公开的网桥也遭到屏蔽。RosKomSvoboda 认为屏蔽命令违反了自由提供、接受和传播信息以及保护隐私的宪法权利，2022年1月，其律师代表 Tor 项目提起了上诉。